# Ögonsmåstävmal
Ögonsmåstävmal, Scrobipalpa ocellatella är en fjärilsart som beskrevs av Thomas Boyd 1858. Ögonsmåstävmal ingår i släktet Scrobipalpa och familjen stävmalar, Gelechiidae. Två underarter finns listade i Catalogue of Life, Scrobipalpa ocellatella obscurior Rebel, 1926 och Scrobipalpa ocellatella orientale Gregor & Povolny, 1954.
Ögonsmåstävmal noterades i Sverige första gången 2018 med fem fynd fördelade på Blekinge, Öland och Gotland.[källa behövs]